# بکری المدینه
بکری المدینه (انگلیسی: Bakri Al-Madina؛ زادهٔ ۳۰ نوامبر ۱۹۸۷) بازیکن فوتبال اهل سودان است.
وی همچنین در تیم ملی فوتبال سودان بازی کرده‌است.